# Michail Dmitrijewitsch Balakin

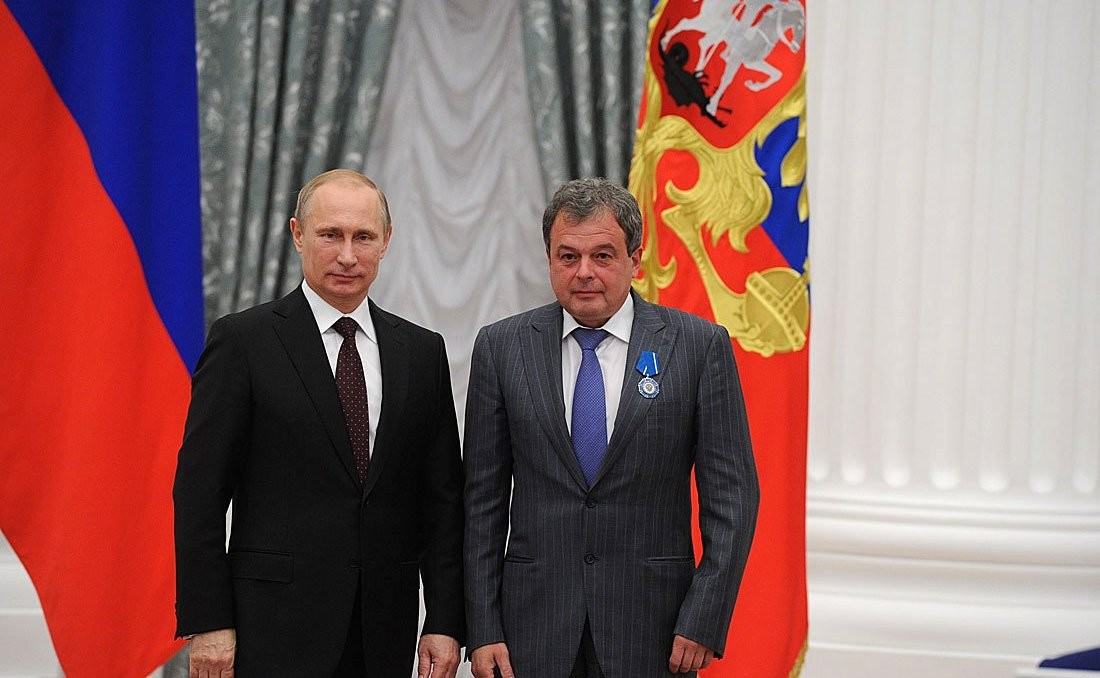
Michail Balakin (rechts) mit Wladimir Putin (2014)

Michail Dmitrijewitsch Balakin (russisch Михаил Дмитриевич Балакин; * 20. April 1961 in Serpuchow, Oblast Moskau, UdSSR) ist ein russischer Unternehmer und Vorsitzender der Unternehmensgruppe SU-155.

## Leben
Michail Balakin entstammt einer Familie von Bauarbeitern. Im Jahr 1983 absolvierte er die Moskauer Nationale Forschungsuniversität für Bauwesen
in der Fachrichtung Bauingenieur. Die nächsten 8 Jahre arbeitete er sich vom Vorarbeiter bis zum Chefingenieur empor.
Im Jahr 1990 wurde er zum Direktor des Bauunternehmens Nummer 155 (SU-155) ernannt. Im Jahr 1993 wurde er zu seinem Miteigentümer und CEO im Laufe der Umwandlung des Bauunternehmens Nummer 155 (SU-155) in eine Aktiengesellschaft.
Im Jahr 2000 arbeitete er in der Stadtregierung von Moskau, wo er für den Bau von kommunalen Einrichtungen und Renovierung der baufälligen Wohnhäuser verantwortlich war. Während seiner Arbeit in der Moskauer Stadtregierung wurden Gebäude des Moskauer Internationalen Musikhauses, eine neue Bühne des Bolschoi-Theaters, Europa-Platz neben dem Kiewer Bahnhof, Bibliotheksgebäude der Lomonossow-Universität errichtet.
Im Jahr 2005, nachdem er auf eigenen Wunsch den offiziellen Posten des Beamten in der Moskauer Stadtregierung verlassen hat, kehrte er in die Geschäftsführung von „SU-155“ zurück, wo er als Vorsitzender des Vorstandes tätig ist.

## Unternehmen
Michail Balakin ist der Hauptaktionär der Unternehmensgruppe SU-155, die mehr als 80 Industrie- und Bauunternehmen umfasst. Der Umsatz von SU-155 belief sich im Jahr 2013 auf 114,2 Milliarden Rubel.
Michail Balakin war einer der Aktionäre der NS Bank, im April 2013 verkaufte er aber seinen Anteil an der Bank.
Im Jahr 2014 ist er aus dem Aktionären-Kapital der Verwaltungsgesellschaften, die früher ein Teil der Unternehmensgruppe SU-155 waren, ausgestiegen, um sich auf das Kerngeschäft zu konzentrieren.

## Vermögen
Im Jahr 2005 belegte er mit einem Kapital von 0,55 Milliarden US-Dollar in der Liste der 100 reichsten Geschäftsleute in Russland den Platz 50. Seinen höchsten Rang in der Liste der reichsten russischen Geschäftsleute belegte er im Jahr 2008 belegte er mit einem Kapital von 4 Milliarden US-Dollar und Platz 34 Sein höchstes Vermögen war 2011 mit 2,3 Milliarden US-Dollar angegeben, in der Weltrangliste der Forbes – den Platz 512.
Im Jahr 2014 belegte er mit einem Kapital von 1,9 Milliarden US-Dollar in der Liste der 200 reichsten Geschäftsleute Russlands den Platz 52.

## Gesellschaftliche und politische Aktivitäten
Im Jahr 2014 wurde Michail Balakin Mitglied des öffentlichen Rates des Ministeriums für Bau- und Wohnungswesen in Russland.
Michail Balakin und seine Unternehmensgruppe SU-155 nehmen am Bau und der Restaurierung von Kirchen aktiv teil. In den Jahren 2002–2005 hat die Unternehmensgruppe die Kathedrale zu Ehren des Heiligen Nikolaus von Myra in Lykien (Nikola der Weiße) in Serpuchow, Oblast Moskau rekonstruiert; die noch im 16. Jahrhundert gegründete Kathedrale wurde anhand von Skizzen und Fotografien wiederaufgebaut.
In den Jahren 2009–2012 wurde die Kronstadter Marine-Kathedrale von St. Nikolaus dem Wundertäter, die im Jahr 1929 geschlossen wurde und in der Sowjetzeit als Kino, Haus der Offiziere der Baltischen Flotte, Konzerthaus und einer Filiale des Zentralen Museums der Seekriegsflotte benutzt wurde, restauriert.
Im Jahr 2014 wurde mit Unterstützung von Michail Balakin und der Unternehmensgruppe SU-155 der Bau einer neuen Kathedrale in Schtscherbinka (Moskau) – der Kirche der Mutter Gottes „Vsezariza“ fortgesetzt, welcher vorhin, nachdem das Fundament fertiggebaut war und die für den Bau gesammelten Geldmittel ausgegangen sind, aufgehört wurde. Im Jahr 2014 begann die Restaurierung der Kirche von St. Nikolaus in Butki in Serpuchow (Moskau). In der Sowjetzeit wurde die Kirche geschlossen und allmählich hatte sich der Bau in eine Ruine verwandelt.
Zusätzlich zu den genannten Kirchen hat die Unternehmensgruppe SU-155 in den 2000er Jahren die Kathedrale des Schutzes der Heiligen Jungfrau in Jassenewo (Moskau) und die Kathedrale des Schutzes der Heiligen Jungfrau in Iwanowo gebaut und die Sonntagsschule bei der Kirche von Boris und Gleb in Zjuzin (Moskau) und die verbrannte Kirche vom Heiligen Sergius von Radonesch in Werhnjaja Wereja (Oblast Nischni Nowgorod) wiederaufgebaut.
Bei der Wahl der Moskauer Stadtduma 2014 wurde er als Kandidat der Liberal-Demokratischen Partei Russlands in die Stadtduma gewählt.
Er kandidierte bei der Bürgermeisterwahl in Moskau 2018, erhielt aber nur 42.192 Stimmen (1,87 %).

## Ehrungen und Auszeichnungen
- 2005 Orden des Heiligen gebenedeiten Fürsten Daniel von Moskau III. Grades
- 2007 Orden des Heiligen Seraphim von Sarow III. Grades
- 2008 „Verdienter Baufachmann der Russischen Föderation“
- 2014 Medaille des Heiligen Fürsten Georgij Vsevolodovitsch III. Grades
- 2014 Orden des Heiligen Seraphim von Sarow II. Grades[25]
- 2014 Orden der Ehre[26][27]

## Familie
Er ist verheiratet und hat eine Tochter.